# Ланалуэ
Ланалуэ (исп. Lago Lanalhue — озеро в Чили, находящееся между городом Каньете и посёлком Контульмо в провинции Арауко.
Длина озера 9 составляет км, ширина — 4,3 км, максимальная глубина — 26 м.
Озеро известно своими тёплыми водами и обитающим черношейным лебедем. Лебеди мигрировали к озеру из-за загрязнения водорослями их прошлого места обитания.